# NGC 3039
NGC 3039 este o galaxie seyfert de tip 2⁠(d) situată în constelația Sextantul. A fost descoperită în 22 ianuarie 1865 de către Albert Marth.